# Мурат Гогебакан
Мурат Гогебакан (на турски: Murat Göğebakan) е турски певец.

## Биография
Роден е на 9 октомври 1968 г. в Адана . Тъй като родителите му работят в Германия, той живее между Адана и Германия до 7-годишна възраст. Завършва основното, средното и гимназиалното си образование в Адана. След това постъпва в Държавната консерватория на университета Хаджеттепе в Анкара през 1986 г. След дипломирането си известно време работи като преподавател в университета Чукурова. През тези години той получава обучение в манастира, дава уроци по китара и работи в бар. До 1995 г. живее в Адана.
Той идва в Истанбул през 1995 г. През 1996 г. издава албума си Ben Sana Aşık Oldum. Той е номиниран в категориите за песен на годината, най-добър текст, най-добра композиция, най-добър рок певец и най-добър дебютант на церемонията по връчването на видео музикалните награди Kral TV и е удостоен с наградата за най-добър мъжки изпълнител.
След създаването на компанията Sindoma Music издава албумите Sen Comfort, My only crime is to love you и Hello. Гогебакан, който се жени за Сема Бекмез през 2000 г. , получава наградата за най-продаван албум на MÜ-YAP с албума си Ayyüzlüm, който издава през 2002 г. Певеца, който по-късно издава албумите си Yaralı и Sana Olan Aşkım Şahit, издава и книга, озаглавена Don't be from Hasan, Born from Hatice, Murat Gögebakan.

## Музикална кариера
Мурат Гогебакан, който идва в Истанбул през 1995 г. , получава предложение за албум от Prestij Music, собственост на Хилми Топалоглу. През 1997 г. той издава албума си Ben Sana Aşık Oldum от тази компания Снима клипове към песните Влюбих се в теб, Очи черни, Толкова, че имам Хасретимсин. Мурат Гогебакан е номиниран в категориите за песен на годината, най-добра песен, най-добра композиция, най-добър рок и най-добър пробив певец на церемонията по връчването на видео музикалните награди Kral TV, организирана от Kral TV. Той получи наградата за най-добър дебютиращ изпълнител.
Певецът напуска Prestij Music поради разногласия с Hilmi Topaloğlu и неговите партньори и се прехвърля в Sindoma Music през 1998 г. От тази компания той издава албумите Sen Comfortable Bak, My Only Crime was You Love и Hello. Снима клипове към песните „Kara Sevda“, „Can I Forget You“, „Malabadi Bridge“, „Migration“, „Understand“, „Hello“ и „Yeminin Mi Var“.
Мурат Гогебакан, който издава албума си Ayyüzlüm от Özbir Music Production, собственост на Али Йозбир, през 2002 г., е отличен с наградата на MÜYAP за най-продаван албум. Концертира почти в цялата страна. Той прави албум с песента „Ayyüzlüm“, която е композирана с думите, написани от Йомер Фарук Гюней върху творбата на Бора Аяноглу Юнус.
След това художникът издава албумите Yaralı, Sana Olan Aşkım Şahit и Valentine, а през това време издава и книга, наречена Don't be from Hasan, Born from Hatice, Murat Gögebakan. Мурат Гогебакан, който е диагностициран с рак на кръвта през 2010 г., издава албума Lovers Road, след като лечението му приключва. Той заснема първия клип от албума Aşkın Gözyaşları, който издава през март 2012 г., за песните „Vurgunum“ и втория за парчетата, наречени „Unutulan“.
Мурат Гогебакан, който е работил с артисти като Ахмет Коч, Али Коч, Тунджер Тунджели, Груп Чагриша, Назми Сунал, Гедже Йолчуларъ, Емрах Демиралп, Али Демирел, Йомер Фарук Гюней. Йълдърай Гюрген, през цялата си музикална кариера; Той също така интерпретира произведения на имена като Джем Караджа, Баръш Манчо, Бора Аяноглу, Зюлфю Ливанели, Юнол Бююкгьоненч, Дженгиз Куртоглу, Синан Йозен и Ферди Тайфур в своите албуми. С Кансу Коч през 1999 г. Намерих го сам, през 2004 г. с Емир Шашмаз, Средиземноморски вечери с децата от същия квартал (Яшар, Халук Левент, Феридун Дюзагач, Куртулуш Тюркгювен) през 2004 г., Черен Гьозлюм със Зелиха Сунал през 2007 г. и Орге Волкан през 2010 г.. Той прави дует в песните на име Карагюл. Освен в собствените си албуми, участва в проекти като Sindomax, Children of the Same Neighborhood, Yunus Emre from Past to Future и Bahar.
Феновете му го наричат „Биг Брадър“. Мурат Гогебакан нарича себе си „Човекът на любовта“. Той композира песента „Long Man“ за Реджеп Тайип Ердоган. Песента е използвана и от Ердоган в кампанията за президентските избори в Турция през 2014 г.

## Личен живот
Мурат Гогебакан има дете на име Бюлент от първия си брак със Сенем Ханъм. Гогебакан се разделя с първата си съпруга през 1994 г. и се жени за Сема Бекмез през 2000 г. Този брак, който продължава около десет години, приключва през 2010 г. Бившата му съпруга Сема Бекмез почива на 6 ноември 2020 г. на 50-годишна възраст от диабетна кома.

## Дискография
- 1997: Ben Sana Aşık Oldum
- 1998: Sen Rahatına Bak
- 1999: Tek Suçum Seni Sevmekmiş
- 2000: Merhaba
- 2000: Sindomax
- 2002: Ay yüzlüm
- 2004: Yaralı
- 2004: Aynı Mahallenin Çocukları
- 2005: Sana Olan Aşkım Şahit
- 2005: Geçmişten Geleceğe Yunus Emre
- 2007: Sevgiliye
- 2007: Bahar
- 2010: Aşıklar Yolu
- 2012: Aşkın Gözyaşları

## Смърт
Гогебакан, който дълго време е бил лекуван от рак (левкемия), почива на 31 юли 2014 г. в болницата, където е хоспитализиран на 24 юли 2014 г. Тялото на Гогебакан е погребано в гробището Бурук в квартал Саръчам в Адана след заупокойната молитва в джамията Фатих. Гробът му е до шехидите, които се намират на 100 метра източно от камъка мусала в гробището.